# ئی‌ای دایس
دایس (انگلیسی: DICE) یک کمپانی توسعه‌دهنده بازی ویدئویی واقع‌شده در استکهلم سوئد است، این شرکت در سال ۱۹۹۲ بنیان‌گذاری شد و از سال ۲۰۰۶ یک شرکت تابعه برای الکترونیک آرتس محسوب می‌شود. محصولات آن شامل مجموعه بازی‌های بتلفیلد، لبه آینه، و جنگ ستارگان جبهه نبرد می‌شود، همچنین یک موتور بازی به‌نام فراست‌بایت.

## بازی‌ها
| سال  | عنوان                                     | پلتفرم                                                                   |
| ---- | ----------------------------------------- | ------------------------------------------------------------------------ |
| ۱۹۹۲ | Pinball Dreams                            | آمیگا، ام‌اس-داس، سوپر نینتندو                                            |
| ۱۹۹۲ | Pinball Fantasies                         | Amiga, MS-DOS, SNES, ۳دی‌او                                               |
| ۱۹۹۳ | Amiganoid                                 | Amiga                                                                    |
| ۱۹۹۴ | Benefactor                                | Amiga                                                                    |
| ۱۹۹۵ | Pinball Illusions                         | Amiga, MS-DOS                                                            |
| ۱۹۹۷ | True Pinball                              | پلی‌استیشن (کنسول بازی), سگا ساترن                                        |
| ۱۹۹۷ | S40 Racing                                | مایکروسافت ویندوز                                                        |
| ۱۹۹۸ | Motorhead                                 | Microsoft Windows, PlayStation                                           |
| ۱۹۹۹ | Swedish Touring Car Championship          | مایکروسافت ویندوز                                                        |
| ۲۰۰۰ | Swedish Touring Car Championship 2        | مایکروسافت ویندوز                                                        |
| ۲۰۰۰ | Riding Champion: Legacy of Rosemond Hill  | مایکروسافت ویندوز                                                        |
| ۲۰۰۰ | Michelin Rally Masters: Race of Champions | Microsoft Windows, PlayStation                                           |
| ۲۰۰۰ | NASCAR Heat                               | PlayStation                                                              |
| ۲۰۰۱ | Diva Starz: Mall Mania                    | گیم بوی کالر                                                             |
| ۲۰۰۱ | Shrek                                     | ایکس‌باکس                                                                 |
| ۲۰۰۲ | RalliSport Challenge                      | Microsoft Windows, Xbox                                                  |
| ۲۰۰۲ | Pryzm: Chapter One — The Dark Unicorn     | پلی‌استیشن ۲                                                              |
| ۲۰۰۲ | بتلفیلد ۱۹۴۲                              | مک‌اواس، Microsoft Windows                                                |
| ۲۰۰۲ | Shrek Extra Large                         | گیم‌کیوب                                                                  |
| ۲۰۰۲ | The Land Before Time: Big Water Adventure | PlayStation                                                              |
| ۲۰۰۲ | دایس (کمپانی)                             | Microsoft Windows                                                        |
| ۲۰۰۳ | بتلفیلد ۱۹۴۲: جاده روم                    | macOS, Microsoft Windows                                                 |
| ۲۰۰۳ | Midtown Madness 3                         | Xbox                                                                     |
| ۲۰۰۳ | Battlefield 1942: Secret Weapons of WWII  | macOS, Microsoft Windows                                                 |
| ۲۰۰۴ | بتلفیلد ویتنام                            | Microsoft Windows                                                        |
| ۲۰۰۴ | RalliSport Challenge 2                    | Xbox                                                                     |
| ۲۰۰۵ | بتلفیلد ۲                                 | Microsoft Windows                                                        |
| ۲۰۰۵ | بتلفیلد ۲                                 | Microsoft Windows                                                        |
| ۲۰۰۵ | بتلفیلد ۲: نبرد مدرن                      | PlayStation 2, Xbox, ایکس‌باکس ۳۶۰                                        |
| ۲۰۰۶ | بتلفیلد ۲۱۴۲                              | macOS, Microsoft Windows                                                 |
| ۲۰۰۸ | بتلفیلد: جوخه بی‌انضباط                    | پلی‌استیشن ۳, Xbox 360                                                    |
| ۲۰۰۸ | لبه آینه                                  | آی‌اواس، Microsoft Windows, PlayStation 3, Xbox 360                       |
| ۲۰۰۹ | بتلفیلد هیروز                             | Microsoft Windows                                                        |
| ۲۰۰۹ | بتلفیلد ۱۹۴۳                              | PlayStation 3, Xbox 360                                                  |
| ۲۰۱۰ | بتلفیلد: جوخه بی‌انضباط ۲                  | iOS, Microsoft Windows, PlayStation 3, Xbox 360                          |
| ۲۰۱۰ | جنون سرعت: هات‌پرسوت                       | اندروید، iOS, Microsoft Windows, PlayStation 3, وی، ویندوز فون، Xbox 360 |
| ۲۰۱۰ | بتلفیلد آنلاین                            | Microsoft Windows                                                        |
| ۲۰۱۰ | مدال افتخار (بازی ویدئویی ۲۰۱۰)           | Microsoft Windows, PlayStation 3, Xbox 360                               |
| ۲۰۱۱ | Battlefield Play4Free                     | Microsoft Windows                                                        |
| ۲۰۱۱ | بتلفیلد ۳                                 | iOS, Microsoft Windows, PlayStation 3, Xbox 360                          |
| ۲۰۱۳ | بتلفیلد ۴                                 | Microsoft Windows, PlayStation 3, پلی‌استیشن ۴, Xbox 360, ایکس‌باکس وان    |
| ۲۰۱۵ | بتلفیلد هاردلاین                          | Microsoft Windows, PlayStation 3, پلی‌استیشن ۴, Xbox 360, ایکس‌باکس وان    |
| ۲۰۱۵ | جنگ ستارگان جبهه نبرد (بازی ویدئویی)      | مایکروسافت ویندوز، پلی‌استیشن ۴، اکس‌باکس وان                              |
| ۲۰۱۶ | کاتالیست لبه آینه                         | مایکروسافت ویندوز، پلی‌استیشن ۴، اکس‌باکس وان                              |
| ۲۰۱۶ | بتلفیلد ۱                                 | مایکروسافت ویندوز، پلی‌استیشن ۴، اکس‌باکس وان                              |
| ۲۰۱۷ | جنگ ستارگان: جبهه نبرد ۲                  | مایکروسافت ویندوز، پلی‌استیشن ۴، اکس‌باکس وان                              |
| ۲۰۱۸ | بتلفیلد ۵                                 | مایکروسافت ویندوز، پلی‌استیشن ۴، اکس‌باکس وان                              |
| ۲۰۱۹ | Ultracore                                 | Mega Sg, نینتندو سوئیچ، PlayStation 4, پلی‌استیشن ویتا                    |